# Leptoconops smeei
Leptoconops smeei är en tvåvingeart som beskrevs av Wirth och Atchley 1973. Leptoconops smeei ingår i släktet Leptoconops och familjen svidknott. Inga underarter finns listade i Catalogue of Life.